# Neaua
Neaua ou Havad en hongrois est une commune roumaine du județ de Mureș, dans la région historique de Transylvanie et dans la région de développement du Centre.

## Géographie
La commune de Neaua est située dans l'est du județ, dans les collines de la Niraj et sur le Plateau de Târnava, à 10 km au sud de Miercurea Nirajului et à 28 km au sud-est de Târgu Mureș, le chef-lieu du județ.
La municipalité est composée des cinq villages suivants (population en 2002) :
- Ghinești (386) ;
- Neaua (386), siège de la municipalité ;
- Rigmani (277) ;
- Sânsimion (94) ;
- Vădaș (401).

## Histoire
La première mention écrite du village date de 1569 sous le nom de Hawad.
La commune de Neaua a appartenu au royaume de Hongrie, puis à l'empire d'Autriche et à l'Empire austro-hongrois.
En 1876, lors de la réorganisation administrative de la Transylvanie, elle a été rattachée au comitat de Maros-Torda.
La commune de Neaua a rejoint la Roumanie en 1920, au traité de Trianon, lors de la désagrégation de l'Autriche-Hongrie. Après le deuxième arbitrage de Vienne, elle a été occupée par la Hongrie de 1940 à 1944, période durant laquelle la petite communauté juive fut exterminée par les Nazis. Elle est redevenue roumaine en 1945.

## Politique
Le conseil municipal de Neaua compte 9 sièges de conseillers municipaux. À l'issue des élections municipales de juin 2008, Grigore Dominic Veress (UDMR) a été élu maire de la commune.
| Parti                                      | Nombre de conseillers |
| ------------------------------------------ | --------------------- |
| Union démocrate magyare de Roumanie (UDMR) | 9                     |

## Religions
En 2002, la composition religieuse de la commune était la suivante :
- Réformés, 95,07 % ;
- Catholiques romains, 1,68 %.

## Démographie
En 1910, la commune ne comptait aucun Roumain et 2 294 Hongrois (97,29 %).
En 1930, on recensait 22 Roumains (0,87 %), 2 444 Hongrois (96,79 %), 5 Juifs (0,20 %) et 54 Tsiganes (2,14 %).
En 2002, 6 Roumains (0,38 %) côtoient 1 430 Hongrois (92,61 %) et 106 Tsiganes (6,86 %). On comptait à cette date 658 ménages et 670 logements.
| 1850  | 1880  | 1900  | 1910  | 1930  | 1956  | 1977  | 1992  | 2002  |
| ----- | ----- | ----- | ----- | ----- | ----- | ----- | ----- | ----- |
| 1 927 | 2 134 | 2 324 | 2 358 | 2 525 | 2 622 | 2 035 | 1 632 | 1 544 |

| 2007  | - | - | - | - | - | - | - | - |
| ----- | - | - | - | - | - | - | - | - |
| 1 456 | - | - | - | - | - | - | - | - |

## Économie
L'économie de la commune repose sur l'agriculture et l'élevage.

## Lieux et monuments
- Neaua, temple réformé de 1794.